# Socialización (marxismo)
En las teorías de Karl Marx y Friedrich Engels y otros escritores marxistas posteriores, la socialización (o la socialización de la producción) es el proceso de transformar el acto de producir y distribuir bienes y servicios de una relación solitaria a una relación social y un esfuerzo colectivo. Con el desarrollo del capitalismo, la producción se centraliza en empresas y se mecaniza cada vez más, en contraste con los modos de producción precapitalistas, donde el acto de producción era un acto en gran medida solitario realizado por individuos. La socialización se produce debido a la centralización del capital en industrias donde hay rendimientos crecientes a escala y una profundización de la división del trabajo y la especialización en habilidades necesarias para formas cada vez más complejas de producción y creación de valor. La socialización progresiva de las fuerzas de producción bajo el capitalismo eventualmente entra en conflicto con la persistencia de relaciones de producción basadas en la propiedad privada; esta contradicción entre producción socializada y apropiación privada del producto social constituye el impulso para la socialización de las relaciones de propiedad (socialismo).
En la crítica de Marx a la economía política, a medida que se desarrolla el capitalismo surge una contradicción entre el acto de producción cada vez más socializado y la propiedad privada y la apropiación de la plusvalía. La teoría marxista clásica postula que esta contradicción se intensificará hasta el punto en que será necesaria la socialización de la apropiación de la plusvalía en forma de propiedad social de los medios de producción, lo que resultará en una transición del capitalismo al socialismo.

## Definición
Karl Marx definió la socialización como un fenómeno general en el que el proceso de trabajo llega a encarnar las capacidades y limitaciones desarrolladas en la sociedad en contraposición a las experiencias privadas, siendo la socialización objetiva de las fuerzas de producción la profundización de la división social del trabajo, incluida la especialización de habilidades y profundización de la interdependencia entre industrias y regiones.

## En teoría marxista
La socialización es un proceso que comienza a tener lugar en el capitalismo a medida que la manufactura a gran escala basada en una división vertical del trabajo desplaza a la "industria artesanal": los talleres de producción en pequeña escala, los gremios y las empresas familiares que existían en las economías feudales. Este proceso transforma el acto de producción en un proceso cada vez más social y colectivo que implica planificación y mayor coordinación entre los productores, pero la apropiación del producto social en forma de beneficio privado sigue siendo un asunto privado de los inversores y propietarios de la empresa. Además, el intercambio de las mercancías producidas es un acto privado de un pequeño grupo de capitalistas o de un propietario individual. A medida que se expande el proceso de socialización, surge una contradicción entre el carácter socializado de la producción y el carácter individual de apropiación del excedente, coincidiendo con la obsolescencia de las funciones desempeñadas por los capitalistas (los propietarios privados).
La socialización y centralización de la industria y el capital bajo el capitalismo sienta las bases de una economía socialista. El socialismo implica la propiedad de los medios de producción socializados por parte de los trabajadores involucrados en la producción, ya sea en forma de propiedad de los trabajadores o de propiedad social de toda la sociedad. El establecimiento de la propiedad social sobre los medios de producción resuelve la contradicción entre la producción social y el intercambio/apropiación privada bajo el capitalismo.
Karl Marx imaginó que la socialización bajo el socialismo implicaba una expansión de la autogestión por parte de los trabajadores sobre sus procesos de trabajo, en contraste con la jerarquía rígida y la burocracia que caracteriza a las empresas capitalistas tradicionales. A medida que los trabajadores ganan más autonomía, también obtienen más poder colectivo de toma de decisiones y control sobre sus procesos de trabajo. La socialización de la propiedad de los medios de producción es diferente de la nacionalización, que puede implicar, pero generalmente no, la socialización del lugar de trabajo. En una economía capitalista, la socialización es limitada porque la empresa socializada continúa operando en una economía mercantil bajo las leyes del movimiento capitalista. Por lo tanto, la socialización adopta una forma diferente en el modo de producción capitalista que en el modo de producción socialista.